# 六角錐數
六角錐數是一個有形數，代表可以裝進六角錐裏的物體數量，第{\displaystyle n}個六角錐數等於前{\displaystyle n}個六邊形數的和。
前幾個六角錐數是1, 7, 22, 50, 95, 161, 252, 372, 525, 715, 946, 1222, 1547, 1925 （OEIS數列A002412），第n個六角錐數為{\displaystyle {\frac {n(n+1)(4n-1)}{6}}.}。
六角錐數的生成函數為：
{\displaystyle {\frac {x\left(3x+1\right)}{{\left(x-1\right)}^{4}}}=x+7x^{2}+22x^{3}+50x^{4}+\cdots }